# Dolichopus shastaensis
Dolichopus shastaensis är en tvåvingeart som beskrevs av Harmston 1966. Dolichopus shastaensis ingår i släktet Dolichopus och familjen styltflugor.
Artens utbredningsområde är Kalifornien. Inga underarter finns listade i Catalogue of Life.